# Circunferencia de alturas iguales
La circunferencia de alturas iguales, llamada también círculo de posición o círculo de alturas iguales, (por influencia del inglés), es la verdadera línea de posición en navegación astronómica.
Se define como el lugar geométrico de la esfera terrestre en el cual un observador ve un astro, en un instante determinado, con la misma altura observada. 
Su uso fue ideado por el marino estadounidense Thomas Hubbard Sumner en 1837.

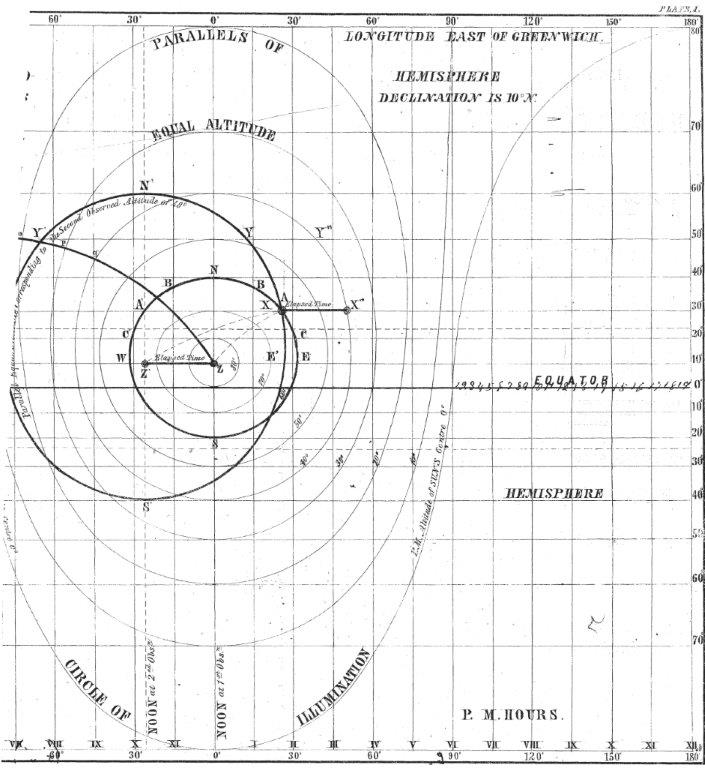
Descubrimiento de la circunferencia de alturas iguales - A New and Accurate Method of Finding a Ship's Position at Sea, by Projection on Mercator's Chart, Capt. Thomas H. Sumner, julio de 1843, Thomas Groom & Company of Boston

## Parámetros

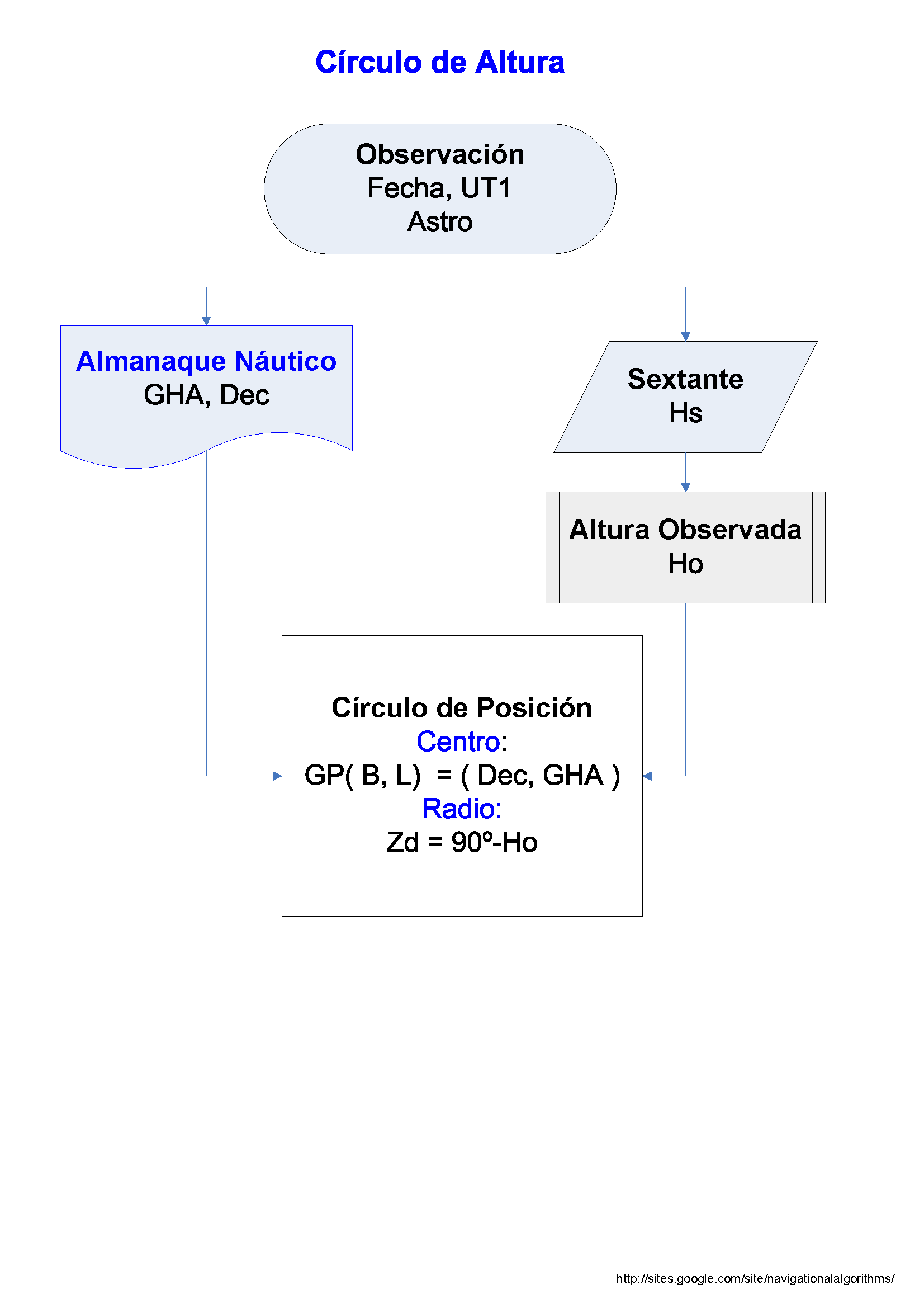
Parámetros de la circunferencia de alturas iguales

Es una circunferencia de centro el polo de iluminación del astro observado, cuyo radio es el arco de círculo máximo de valor la distancia cenital.
- Centro = Polo de iluminación del astro: (B, L) = ( Dec, GHA)
- Radio = Distancia cenital. zd [nm] = 60*(90° - Ho)

## Ecuación
La ecuación liga las siguientes variables:
- La situación o posición del observador: B, L.
- Las coordenadas del astro observado: GHA, Dec.
- La altura verdadera del astro: Ho.

{\displaystyle sinHo=sinB*sinDec+cosB*cosDec*cosLHA\,}
Siendo B la latitud, (+N/-S), L la longitud, (+E/-W). LHA = GHA + L es el ángulo horario local, Dec y GHA son la declinación y el ángulo horario en Greenwich del astro observado. Y Ho es la altura verdadera, es decir, la altura medida con el sextante corregida.

## Casos particulares
- Paralelo de latitud por altura de la Estrella Polar.
- Paralelo de latitud por altura del Sol al mediodía, o altura meridiana.
- Meridiano de longitud conocida la hora del cronómetro y la latitud.
- Círculo de Iluminación o terminador.